# 龍魂会
龍魂会（りゅうこんかい、正式名：国際真武術連盟　龍魂会（こくさいしんぶじゅつれんめい　りゅうこんかい））は、川保天骨により設立された武道団体。
公式ホームページでは「『龍魂会』は流派、団体ではありません」と謳い、ドラゴンメディア』（ウェブ）『ドラゴン魂』（出版）『ドラゴンフィルム』（映像）という異なるメディアが三位一体になった『メディアミックス』の現場から派生した会としている。

## 概説
空手をはじめ合気道、居合、剣術、柔術、中国拳法、各種古武道、さらには現代的な護身術、武器術を含め、武道、武術を総合的に研究する会として発足。会には様々な先生、道場や流派、団体などに参加可能であり、お互いの理念や技術を交流していく場を提供する事を会の目的としている。部会に分かれており、空手部　剣術部、柔術部が存在する。

## 来歴
- 2014年12月 - 挑戦型読者体験マガジンドラゴン魂創刊に伴い、実際に稽古をする会を結成する会の設立を編集長である川保天骨が企画し、杉並区阿佐ヶ谷のオルタナスタジオ（現ブレイズスタジオ）に本拠地を置く。『ブレイズスタジオ』[3]
- 2015年 1月　-　元極真会館総本部内弟子出身の竹山晴友が初代会長に就任。龍魂会竹山道場として道場を「オルタナスタジオ」でオープンした。[4]
- 2016年12月　-　国際真武術連盟へ加入し正式名称を「国際真武術連盟　龍魂会」となる。[5]
- 2019年6月8日　-　武術家 岡部武央主催 第一回 総合武道交流演武大会に龍魂会剣術部として参加。川保天骨　福士直也が演武を行う。[6]
- 2021年6月6日　-　2019年の第一回大会に続き、一年の休止を経て、岡部武央師範の主催による第二回 総合武道交流演武大会に龍魂会剣術部として参加。川保天骨　福士直也が演武を行う。[7]
- 2022年6月5日 第三回総合武道交流演武大会に龍魂会剣術部として参加。川保天骨　福士直也が演武を行う。[8]

- 2023年6月3日  第四回総合武道交流演武大会に龍魂会剣術部として参加。川保天骨　福士直也が演武を行う。[9]
- 2024年1月　ムエタイ史上初の外国人王者として知られる藤原敏男（元ラジャダムナン・スタジアムライト級王者）が二代目会長に就任。[10]

## 役員一覧
- 藤原敏男（第2代目　会長）
- 川保天骨（事務局長）